# Scottie Wilson
Scottie Wilson (* um 1890 oder 1891 in London oder Glasgow; † 26. März 1972 in London) wurde als Louis Freeman geboren und war ein schottischer Künstler der Art brut. Er ist für seinen detailreichen Stil bekannt. Seine künstlerische Karriere begann er im Alter von 44 Jahren. Seine Werke wurden von Jean Dubuffet und Pablo Picasso bewundert und gesammelt. Er wird zur ersten Reihe der Künstler der Art brut des 20. Jahrhunderts gezählt.

## Frühe Jahre
Er wurde in Glasgow in der Ropework Lane geboren und verließ die Schule bereits mit acht Jahren, weil er helfen musste, das unzureichende Familieneinkommen aufzubessern. Unter anderem verkaufte er auf der Straße Zeitungen. Im Jahr 1906 verpflichtete er sich bei den Scottish Rifles und diente während des Ersten Weltkriegs an der Westfront. Nach dem Krieg emigrierte er nach Toronto in Kanada, wo er einen Secondhandshop betrieb.

## Künstlerkarriere

### Die Anfänge
Im Alter von 44 Jahren begann er mit einer der Füllfedern herum zu kritzeln, die er in seinem Laden zum Verkauf anbot und entdeckte auf diese Weise seine Liebe zur Malerei.
Aus seiner Erinnerung schildert er den Vorgang so:
„Eines Tages hörte ich klassische Musik – Mendelsohn – als ich aus einer Laune heraus die Füllfeder in das Tintenfaß tauchte und auf einem Pappkarton zu zeichnen begann – herum kritzeln würden Sie es nennen. Ich weiß nicht warum, ich habe es einfach gemacht. Innerhalb von ein paar Tagen – ich zeichnete nahezu unablässig – war der gesamte Pappkarton mit kleinen Gesichtern und Mustern bedeckt. Die Füllfeder schien mich zum zeichnen zu treiben, die Bilder, die Gesichter und die Muster flossen quasi heraus, ich konnte nicht aufhören – seit diesem Tag habe ich nie aufgehört.“
Zu diesem Zeitpunkt begann er seine Arbeit, welche seinen persönlichen moralischen Code darstellen und worin die Zeichen, die „evils“ und „greedies“ genannt werden, gleichgesetzt werden mit den naturalistischen Symbolen für Güte und Wahrheit. Der erste Kunsthändler, der sich mit Wilsons Arbeiten befasste und seine Werke in verschiedenen Galerien zeigte, war der Kanadier Douglas Duncan. Obwohl Wilson sich nicht von seinen Werken trennen wollte, fand er dennoch, dass eine Künstlerkarriere der eines Ladenbesitzers vorzuziehen sei, und so versuchte er das Problem des Geldverdienens zu lösen, indem er seine Bilder auf Tourneen lediglich zeigte und geringe Eintrittsgelder erhob oder Sammlungen veranstaltete.

### Der Erfolg
Nachdem er in Toronto erste Erfolge erzielen konnte, kehrte er im Jahr 1945 überraschend nach London zurück und fuhr fort, seine Bilder gegen ein geringes Entgelt auszustellen, solange er ein tiefes Misstrauen gegen Kunsthändler aufrechterhielt. Ein paar Monate später ließ er sich von einem Kunsthändler überreden und es fand eine Einzelausstellung in der Arcade Gallery in London statt, wo schon Künstler wie Pablo Picasso, Giorgio de Chirico, Paul Klee, Joan Miró und andere ausgestellt hatten.

### Spätere Jahre
Wilson verbrachte seine übrigen Jahre in Kilburn im Nordwesten Londons und arbeitete in seinem möblierten Zimmer. Anfang der 1950er Jahre reiste er – überredet vom Künstler und Art-brut-Sammler Jean Dubuffet – nach Frankreich, wo er nicht nur Dubuffet traf, sondern auch Pablo Picasso, die beide Fans und Besitzer seiner Werke waren.
In der Erinnerung des Kunstkritikers Bill Hopkins, der ein Freund von Wilson war und ihn auf dieser Reise begleitete, stellt sich dieses Treffen so dar:
„Als wir ankamen wartete nicht nur Dubuffet, Pablo Picasso war bei ihm. Beide besaßen einige von Scotties Werken und Picasso war gekommen, um sich weitere Werke anzusehen oder vielleicht zu kaufen. Ich erinnere mich deutlich, dass beide Scotties Zeichnungen bewunderten und sich mit ihren leidenschaftlichen, theatralischen, gallischen Stimmen kabbelten, wer welches Stück kaufen durfte.“
Anfang der 1960er Jahre begann Wilson auf Tellern zu malen und wurde danach von Royal Worcester beauftragt, eine Geschirrserie zu gestalten, die bis 1965 produziert wurde. Sein Bild „Bird Song“ wurde für die Weihnachtskarte der UNICEF im Jahr 1970 verwendet. Obwohl Wilson sich immer über seine Armut beschwerte, stellte sich zum Zeitpunkt seines Todes heraus, dass er unter seinem Bett einen Koffer voll Geld versteckte und große Summen auf verschiedenen Bankkonten hatte. Er starb im Jahr 1972 an Krebs.
Seine Werke sind heute unter anderem Teil der National Gallery of Canada in Ottawa, der Tate Gallery in London, der Collection de l’Art Brut in Lausanne, dem Museum of Everything in London, der Metropolitain Museum of Art in New York und der Sammlung Zander in Köln.

## Gegenstand und Stil
Die Entwicklung seines Stiles ist nicht nachvollziehbar – die meisten seiner Werke sind nicht datiert – und daher ist es sehr schwierig, sie in eine zeitliche Reihenfolge zu bringen. Er hielt an einer begrenzten Zahl von visuellen Elementen fest: Pflanzliche Strukturen, Vögeln und anderen Tieren, Clowns (Selbstporträts), Greedies und Evils als Personifikationen des Bösen. Sein Werk kann nur durch die subtilen Veränderungen und Entwicklungen in seinem Gegenstand und Stil in eine rein spekulative Ordnung gebracht werden. Seine frühen Werke sind augenscheinlich organischer in der Komposition und sind weniger genau in der Flächenbehandlung und im Detail. Spätere Bilder wurden gefälliger und das Niveau und der Detailreichtum stiegen.
Von ihm ist die Aussage überliefert:
„Während ich arbeite, kann ich sehen was passiert und ich kann mir vorstellen was passieren soll. Das Beste kann ich ausmachen, während ich meine Bilder mit dem Stift beende. Während ich Striche mache; hunderte und tausende von Strichen.“
, S. 48 f.

## Ausstellungen (Auswahl)
- 2025: Art Brut. Dans l’intimité d’une collection. Donation Decharme au Centre Pompidou, Grand Palais, Paris
- 2025: Ausstellung 5 | Scottie Wilson, Sammlung Zander, Köln
- 2017: André Breton et l'art magique, Lille Métropole Musée d’art moderne, d’art contemporain et de l’art brut, Villeneuve-d’Ascq
- 2016: 27 Künstler, 209 Werke, Sammlung Zander, Bönnigheim
- 2016: The Museum of Everything, Kunsthal Rotterdam, Rotterdam
- 2009: Approching Abstraction, American Folk Art Museum, New York
- 2008: Glossolalia: Languages of Drawing, The Museum of Modern Art, New York
- 2005: Outsider Art, Tate Britain, London
- 2000: Outsider Art. Collection Charlotte Zander, Museum Charlotte Zander, Bönnigheim
- 2000: Making Choices, The Museum of Modern Art, New York
- 1981: Paris–Paris 1937–1957. Créations en France, Centre Pompidou, Paris
- 1977: Scottie, Collection de l’Art Brut, Lausanne
- 1969: Naive Kunst aus rheinischem Privatbesitz, Städtische Kunstsammlungen Bonn, Bonn
- 1950: Aspects of British Art, Institute of Contemporary Art, London